# Cynanchum trilobulatum
Cynanchum trilobulatum là một loài thực vật có hoa trong họ La bố ma. Loài này được Lillo mô tả khoa học đầu tiên năm 1919.